# Sam Wooding

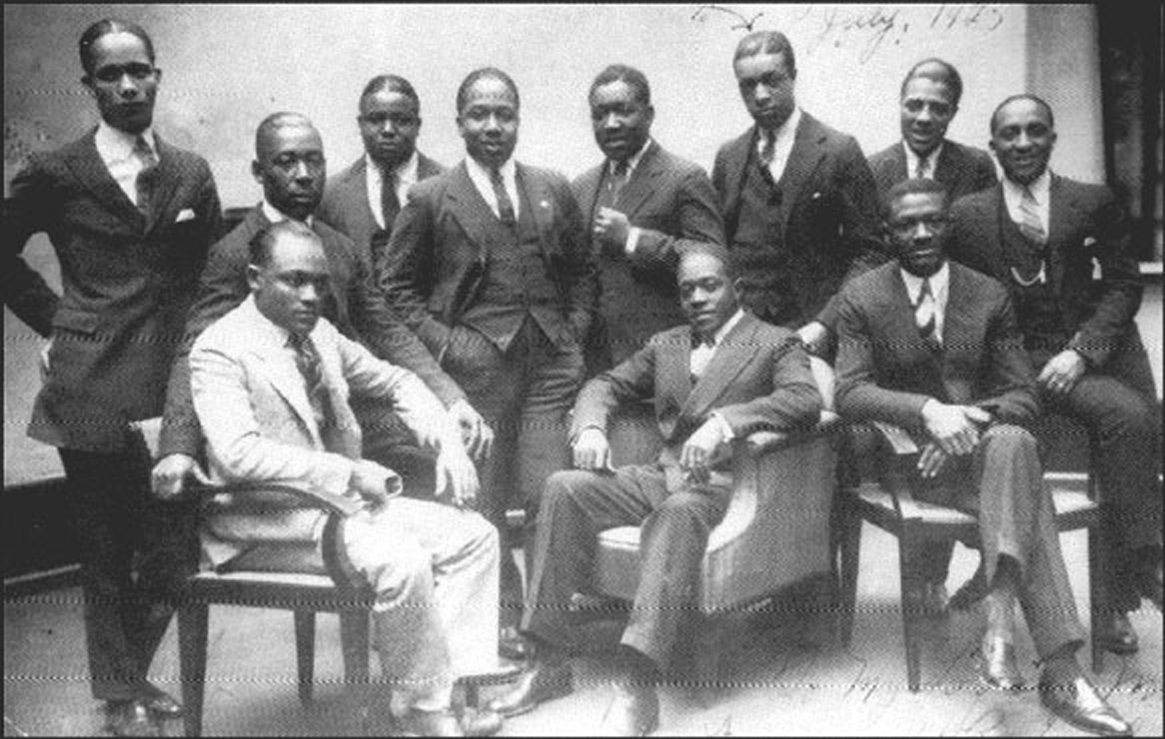
Sam Wooding und sein Orchester 1925 in Berlin, Sam Wooding in der Mitte sitzend

Samuel David Wooding (* 17. Juni 1895 in Philadelphia, Pennsylvania; † 1. August 1985 in New York City) war ein US-amerikanischer Jazz-Pianist, -Arrangeur und -Bandleader.

## Leben
Wooding begann seine Musiker-Karriere Anfang der 1920er-Jahre in Atlantic City mit einem eigenen Orchester, dem auch der Trompeter Elmer Chambers angehörte. In New York trat er dann in Barron Wilkins’ Exclusive Club auf. International bekannt wurde er vor allem durch seine Europatourneen 1925 mit der Tanz- und Musik-Show Chocolate Kiddies (Choreografie Mary Wigman) und ab 1927 mit eigener Band. Im Lauf von sechs Jahren trug er mit seinem Orchester, in dem Musiker wie Tommy Ladnier, Doc Cheatham, Gene Sedric, Frank Goudie oder Willie Lewis spielten, zur Verbreitung des Jazz in Europa bei. Er gab 1931 in Kopenhagen das erste Konzert in Europa, in dem ausschließlich Jazz gespielt wurde und spielte Aufnahmen für mehrere Plattengesellschaften ein. Hugues Panassié kam nach einem Konzert zum Urteil: Sie spielen heiß – wirklich heiß, und mich faszinierte ihre Energie, die bei weißen Bands so nicht zu hören ist.
1935, nach Beendigung seiner Jazzkarriere, studierte Wooding Musik und wurde Musiklehrer und Chorleiter.